# Don’t repeat yourself
Don’t repeat yourself (DRY, englisch für „wiederhole dich nicht“; auch bekannt als once and only once „einmal und nur einmal“) ist ein Prinzip, das besagt, Redundanz zu vermeiden oder zumindest zu reduzieren. Es handelt sich hierbei auch um ein Prinzip von Clean Code.

## Softwaretechnik
Ein Anwendungsgebiet für das DRY-Prinzip ist beispielsweise die Programmierung.
Redundant vorhandene Informationen (zum Beispiel Code-Duplikate im Quelltext) sind nur aufwändig einheitlich zu pflegen. Bei Systemen, die dem DRY-Prinzip treu bleiben, brauchen Änderungen nur an einer Stelle vorgenommen zu werden.
Während das SPOT-Prinzip den Umgang mit gegebener Redundanz zum Gegenstand hat und darauf abzielt, einen Ort mit verlässlichen Daten zu bekommen, zielt das DRY-Prinzip auf die Vermeidung von Redundanz.

DRY ist ein Grundprinzip in Andy Hunts und Dave Thomas’ Buch Der pragmatische Programmierer. Darin schlagen sie vor, DRY auch für Datenbank-Beschreibungen, Tests, Skripte und Dokumentation anzuwenden.